# Ансі Реюньйон (футбольний клуб)
Футбольний клуб «Ансі Реюньйон» або просто «Ансі Реюньйон» (англ. Anse Réunion Football Club) — сейшельський футбольний клуб з міста Ансі Реюньйон.

## Історія
Футбольний клуб «Ансі Реюньйон» був заснований в 1957 році у місті Ансі Реюньйон. Клуб дебютував у Першому дивізіоні Сейшельських островів у 2000 році, за цей час команда здобула 1 чемпіонський титул у Першому дивізіоні, 2 національні Кубки і один Кубок Ліги, також клуб 4 рази брав участь у континентальних турнірах.

## Досягнення
- Перший дивізіон
  -  Чемпіон (1): 2006
  -  Срібний призер (2): 2003, 2024/25
  -  Бронзовий призер (3): 2005, 2009, 2010

- Кубок Сейшельських Островів
  -  Володар (2): 2002, 2012
  -  Фіналіст (4): 2004, 2005, 2007, 2013

- Кубок Ліги Сейшельських островів
  -  Володар (1): 2007

## Статистика виступів на континентальних турнірах
| Сезон | Турнір                     | Раунд      | Клуб              | Вдома | На виїзді | Загалом        |
| ----- | -------------------------- | ---------- | ----------------- | ----- | --------- | -------------- |
| 2003  | Кубок володарів кубків КАФ | Попередній | Масвінго Юнайтед  | т.п.1 | т.п.1     | т.п.1          |
| 2003  | Кубок володарів кубків КАФ | 1          | Кенія Паплайн     | 2-1   | 1-2       | 3-3 (8-9 пен.) |
| 2007  | Ліга чемпіонів КАФ         | Попередній | АС Адема          | 0-0   | 0-3       | 0-3            |
| 2008  | Кубок конфедерації КАФ     | Попередній | Петі Рів'єр Нойре | 2-1   | 0-0       | 2-1            |
| 2008  | Кубок конфедерації КАФ     | 1          | Аякс (Кейптаун)   | 0-1   | 1-4       | 1-5            |
| 2013  | Кубок конфедерації КАФ     | Попередній | Гор Махіа         | 0-0   | 0-5       | 0-5            |

1- Масвінго Юнайтед покинув турнір та на 3 роки був відлучений від участі в турнірах під егідою КАФ.

## Відомі гравці
- Заблон Аманака
- Сілас Гвада
- Домінік К'ямбі
- Енді Ернеста
- Армантал Ернеста
- Філіп Зіалор
- Рікі Роус
- Єлвенні Роус
- Мілсон Ніасеше
- Мухаммад Аріф